# Widen
Widen es una comuna suiza del cantón de Argovia, situada en el distrito de Bremgarten. Limita al norte con la comuna de Bellikon, al noreste con Bergdietikon, al este con Rudolfstetten-Friedlisberg, al sureste con Berikon, al sur con Zufikon, y al oeste con Eggenwil.

## Imágenes

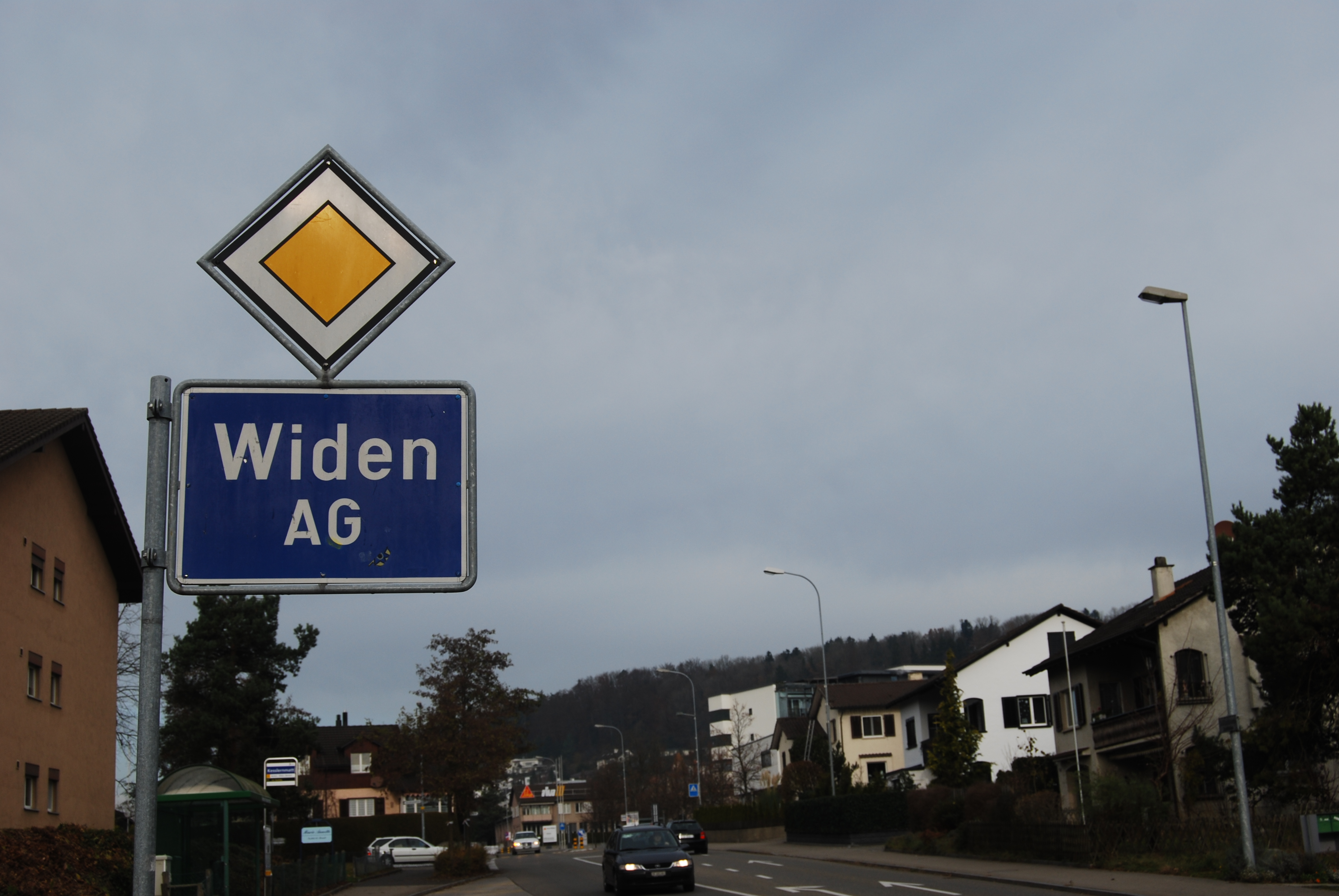
Widen
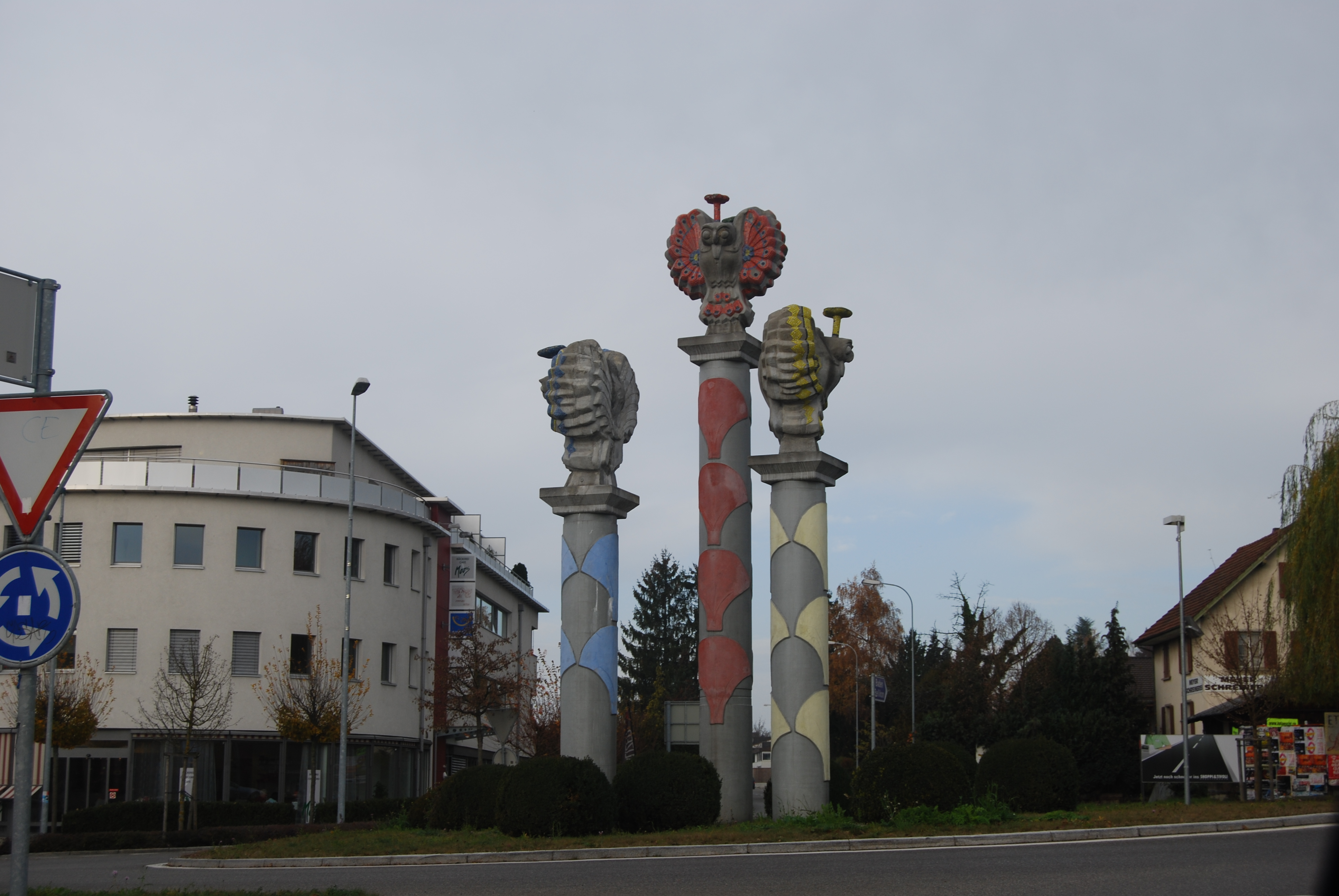
Widen